# Sukadamai Baru
Sukadamai Baru is een bestuurslaag in het regentschap Musi Banyuasin van de provincie Zuid-Sumatra, Indonesië. Sukadamai Baru telt 2412 inwoners (volkstelling 2010).